# Llei dels titulars de Betteridge
En deontologia periodística, la Llei dels titulars de Betteridge (o Llei de Betteridge) és un adagi que afirma que «qualsevol titular en forma de pregunta pot ser respost amb un no». Fou sentenciada per Ian Betteridge, un periodista britànic especialitzat en noves tecnologies, tot i que la mateixa idea ja havia sigut formulada per altres autors. Se l'ha anomenat també a aquest aforisme "Llei de Davis" o simplement "principi periodístic".
Aquesta llei s'ha relacionat amb l'anomenat "periodisme del condicional".
Betteridge ho explicava en un article del febrer de 2009, amb relació a una notícia publicada a TechCrunch intitulada "¿Entregà Last.fm dades dels usuaris a la RIAA?":
| « | Aquesta història és un bon exemple del meu lema que tot titular en forma de pregunta pot ser respost amb un "no". El que alguns periodistes titulin així els seus reportatges es deu al fet que tot i que saben que la notícia és una enganyifa, i de fet li manquen fonts i evidències que l'avalin, tot i així no renuncien a la seva publicació. | » |

El 2004, uns cinc anys abans de la ressenya de Betteridge, el periodista Andrew Marr feia una anàlisi similar en el seu llibre My Trade. D'entre les pautes que oferia Marr al lector sobre com apropar-se a un diari per provar d'indagar la veritat, es podia llegir:
| « | Si el titular llança una pregunta, provi de contestar: "no". ¿Aquesta és la veritable cara de la joventut britànica? (Lector atent: No). ¿Hem trobat la cura per a la SIDA? (No; del contrari no hi hauria interrogació). ¿Té aquest full de ruta la clau de la pau? (Probablement no). Un titular expressat en interrogació implica, en la immensa majoria dels casos, que la notícia és tendenciosa o sensacionalista. Sol tractar-se d'historietes de terror, que pretenen elevar una notícia banal al rang de polèmica nacional, i a ser possible a pànic nacional. Per un periodista afanat a buscar informació veraç, un signe d'interrogació significa "no et molestis a llegir això". | » |